# Provincia della Coruña
La provincia della Coruña (nome ufficiale in galiziano provincia da Coruña) è una provincia della comunità autonoma della Galizia, nella Spagna nord-occidentale. Confina con le province di Lugo a est, di Pontevedra a sud e con l'oceano Atlantico a ovest e a nord. La superficie è di 7.950 km², la popolazione nel 2003 era di 1.121.344 abitanti.
Il capoluogo è La Coruña, altri centri importanti sono Santiago di Compostela (capoluogo della Galizia), Ferrol e Narón.

## Infrastrutture e trasporti

### Porti
- La Coruña -  - Rías Altas
- Malpica de Bergantiños -   - Costa da Morte
- Camariñas -   - Costa da Morte
- Finisterre -   - Costa da Morte
- Ferrol -   - Rías Altas
- Cariño -  - Rías Altas
- Espasante -  - Rías Altas
- Cedeira -  - Rías Altas